# Австралийская поганка
Австралийская поганка (лат. Tachybaptus novaehollandiae) — птица из рода Tachybaptus.

## Внешность
Внешне напоминает малую поганку, но заметно светлее. Длина тела — 25—27 см.

## Ареал
Живёт в пресноводных озёрах и реках Австралии, Новой Зеландии, а также расположенных неподалёку тихоокеанских островов.

## Образ жизни
Мало изучен, по-видимому, не отличается от такового малой поганки.